# Fabio Bellini
Fabio Bellini (Castellanza, 17 ottobre 1969) è uno scacchista italiano, maestro internazionale.

## Biografia
Impara il gioco dal padre e a otto anni inizia a frequentare i circoli scacchistici di Busto Arsizio e di Legnano. Nel 1979 partecipa al Lago d'Orta al suo primo torneo e nel 1985 a Busto Arsizio al primo torneo magistrale. Ottiene il titolo di Maestro nel 1986 all'età di 17 anni.
Nel 1986 vince alla pari con Miodrag Todorcević il festival di Imperia e partecipa per la prima volta, a Cesenatico, al campionato italiano. Tra il 1990 e il 1995 dirada l'attività scacchistica per motivi di studio, ma dopo essersi laureato in Fisica all'Università di Milano riprende a giocare con una certa regolarità e nel 1999 diventa Maestro Internazionale e vince a Saint Vincent il campionato italiano assoluto. Nello stesso anno vince anche, con la squadra di Montecatini, il 31º Campionato italiano di scacchi a squadre.
Fabio Bellini ha partecipato con la squadra italiana in terza scacchiera alle olimpiadi di Bled 2002 e Torino 2006, realizzando complessivamente +9 =9 –4 (61,4 %).
Vince nel 2006 il suo secondo Campionato italiano di scacchi a squadre con la squadra di Padova, successo poi ripetuto con la stessa squadra padovana nel 2009, nel 2010 e 2012.
Ha realizzato la prima norma di Grande maestro nella Coppa europea di scacchi per club di Fügen nel 2006 ed è stato per molti anni ai primi posti della graduatoria Elo italiana.
Il suo record personale nel rating mondiale lo ottiene nella classifica FIDE di gennaio 2008, dove totalizza 2518 punti Elo.
Attualmente risiede a Busto Arsizio ed è professore ordinario di Matematica finanziaria e Derivatives presso la facoltà di Economia dell'Università di Milano-Bicocca.

## Alcune partite di Fabio Bellini
- Bellini - Vitomir Arapović, open Mendrisio 1989, Francese attacco est-indiano C00, 1-0, su chessgames.com.
- Bellini - Daniel Contin, Bratto 2001, Siciliana var. Bastrikov B47, 1-0, su chessgames.com.
- Bellini - David Navara, Olimpiadi Bled 2002, Siciliana B4a, 1/2, su chessgames.com.
- Sy De Boer - Bellini, Amsterdam 2005, difesa Slava D15, 0-1, su chessgames.com.
- Boris Avrukh - Bellini, Amsterdam 2005, difesa Wade A41, 1/2, su chessgames.com.
- Alexander Berelovich - Bellini, Camp. europeo per Club 2006, difesa Philidor C41, 0-1, su chessgames.com.